# 허윤진
허윤진(許允眞, 2001년 10월 8일 ~ ) 또는 제니퍼 허(영어: Jennifer Huh)는 한국계 미국인 가수이다. 걸그룹 LE SSERAFIM의 멤버이다.

## 학력
- 니스카유나 고등학교 (전학)
- 한림연예예술고등학교 실용음악과 (중퇴)

## 음반 외 목록

### 텔레비전 프로그램
- 2018년 M.net 《프로듀스 48》 출연자
- 2024년 KBS2 《뮤직뱅크》 스페셜 MC